# Temblador (Monagas)
Temblador es un centro poblado del sureste del estado de Monagas, en Venezuela, capital del municipio Libertador. Se localiza a 50 m de altitud en las planicies del delta del río Orinoco. Se comunica con el resto del país por la carretera que une Maturín con Barrancas del Orinoco. Su localización, en las inmediaciones de la faja petrolífera del Orinoco, ha generado un proceso de instalación de industrias vinculadas a las labores de exploración y explotación de petróleo, lo que ha reactivado una economía tradicional basada en la ganadería, vacuna y caballar, y en los cultivos de maíz, leguminosas y yuca. Sus orígenes se vinculan a la explotación petrolera de la zona que tuvo lugar a partir de 1930, desarrollándose una infraestructura urbana organizada siguiendo el tipo de campamento petrolero, posteriormente abandonado.

## Historia

### Etimología
La ciudad de Temblador debe su nombre al río Temblador, que la atraviesa por su sector oriental. Este río, en tiempos pasados, albergaba una abundante población de anguilas eléctricas, conocidas popularmente como tembladores, las cuales dieron origen al nombre del caño, y posteriormente, al del asentamiento humano que se consolidó en sus márgenes.
La ciudad está dividida en varios sectores, siendo el más importante el casco central, donde se concentra la actividad administrativa y comercial. Este núcleo urbano es atravesado por las principales arterias viales: la avenida Francisco de Miranda, la avenida Rómulo Gallegos y la avenida Antonio Guzmán Blanco.
En total, Temblador cuenta con 56 sectores habitados, entre los que destacan: Las Brisas (subdividida en Brisas I, II y III), Lomas de las Brisas, Guayabal, La Manga, Las Delicias, Antonio José de Sucre, Pablo Rojas, Victorio Fabri, El Bolivariano, INAVI I, II y III, Simara, Hugo Chávez Frías, Brisas del Morichal, Nuevo Temblador y La Villa, entre otros. Estos sectores conforman el tejido urbano y social de la ciudad, reflejando su crecimiento progresivo y su diversidad comunitaria.

### Inicios
Temblador fue fundado un 19 de marzo de 1803.
El documento de tierra de 1991, hace mención del remate de un lote de once leguas y más de tierras excelentes para la cría de ganado, existentes entre Morichal Largo y Temblador. Se trataba de un sitio, según el rematador Don Vicente Bontour, acusado de realengo. Perteneciente al Real Patrimonio, que cae en los Llanos de la Gobernación, jurisdicción de la ciudad de San Baltasar de las Arias, nombrado El Rosario; cabecera de la ciudad de Cumaná. Cuyo instrumento se encuentra debidamente asentado en el Registro Principal del estado Sucre, tomo N.º 15 del Archivo Colonial de Tierras, año 1803, pieza N.º 184, compuesto por 35 folios, plano anexo al folio 16.
La primera niña nacida en Temblador y con partida de nacimiento del año 1890, se llamaba Matea Concepción Ramírez, y el comisario de Policía se llamaba Francisco Trejo.
Su economía estaba basada principalmente en la agricultura y la ganadería, hasta el año 1936 que es cuando se inició la actividad petrolera en esta zona.
Cuenta la historia que para poder pasar al otro lado en 1918, para lo que se conoce actualmente como BRISAS I, tenían que colocar un palo y palmar el agua del Río para que los tembladores se espantaran, y así poder pasar el ganado. En algunos casos colocaban como carnada a una res para que el temblador descargara toda su electricidad, y así pasar debido a que no había puente. Esta información es suministrada por Jesús Mariano Pérez, 2002.

### Historia contemporánea
Después de realizarse elecciones primarias por el PSUV, fue anunciado a Carlos Requena como candidato a la alcaldía del municipio Libertador para noviembre de 2021. Donde resultó ganador en las elecciones con 42.31%.
El 18 de julio de 2024, fue detenido el Régulo Reina, sindicalista y dirigente político en la localidad,  tras organizar un acto de campaña en apoyo al candidato presidencial opositor Edmundo González.

## Economía
Cuenta con una zona meramente llanera, y sus principales actividades económicas que le rodean consisten en la mano de obra para las empresas petroleras instaladas en los alrededores, como lo son el Campo Morichal, a 50 km al oeste de la Ciudad, y los taladros de PETRODELTA, ubicados en Mata de Venado, El Fangal y las cercanías de Uracoa.
La Industria Maderera concentrada en la Parroquia cercana de Chaguaramas, también constituye una fuente de empleo e ingresos, desde la imagen del río.

## Infraestructura

### Salud
Temblador cuenta con el CDI Los Waraos, este presenta áreas de quirófano, consultorios, cocina, comedor y laboratorio.

### Servicios públicos
La localizada cuenta con pozos de aguas en diferentes sectores.

### Seguridad
En la entidad se encuentran presentes la Policía del Estado Monagas (Polimonagas), Policía Nacional, además del Cuerpo de Investigaciones Científicas, Penales y Criminalísticas (CICPC) y Guardia Nacional Bolivariana.

## Cultura

### Manifestaciones folclóricas

#### Baile del temblador
Se bailó por primera vez el 15 de noviembre de 1989. Consiste en bailar con un temblador (pez que se encuentran en los ríos más cercanos al municipio) de cartón y tela, dentro de él van tres personas y a su alrededor tres parejas. Los instrumentos que se utilizan para este baile son bandolín, cuatro, tambor y maracas. Letra del Sr. Jesús Mariano Pérez.

### Festividades
Para principio de enero se suele celebrar la tradicional Misa del Deporte en la iglesia San José y San Juan Eudes.
En la localidad se presentan los Carnavales para el mes de febrero o marzo.Celebran el Día de San José el 19 de marzo.

### Gastronomía
La sopa de ocumo se prepara con plátano, jojoto y brotes de hoja de ocumo.
El chivo con coco y el pisillo de baba salada son otros platos.
La bebida predominante en temporada de mango es el carato de mango.
La torta de cambur y coco es considerada como un dulce. Está hecha con coco y cambur triturado, la mezcla para un bizcocho.

## Lugares de Interés
- Iglesia San José, es la primera Iglesia de Temblador, fue construida por los habitantes, entre ellos se encontraban Francisco Delgado, José herrera, Esther de Salazar, Carmen Padrón, José Duran, Andrés Cova Mata, Carmen Cedillo, Luisa Mendoza,Pablo Perez, Reina de Pérez, Néstor González y otros, quienes organizaban verbenas, tómbolas para recoger fondos para la construcción de la iglesia; la primera verbena se realizó el 8 de diciembre de 1951, en el año 1953 se realizó la primera misa. Esta iglesia fue demolida por completo y empezaron su construcción en el año 1982 bajo la administración del Dr. Pablo J. Morillo R. Y luego fue remodelada en el año 1998, cuando la administración del municipio estaba a cargo del Ing. César Lugo. Su antigua construcción era de cemento, bloque y techo de acerolit, después de haber transcurrido quince años, nuevamente fue remodelada y es entonces cuando su apariencia cambia por una decoración en madera en donde hoy día podemos encontrar tallas y enchapes de madera por todo el interior de la iglesia. En el año 2000 su techo fue cambiado por machihembrado (algunos de los trabajos elaborados en madera fueron hechos por expresidiarios). En su interior tiene dos estatuillas religiosas muy representativas, las cuales son utilizadas para la celebración de las fiestas patronales y están elaboradas de fibra de vidrio traída por el Sr. Francisco Delgado de la República de Colombia.
- Plaza Bolívar de Temblador fue construida en el año 1960 y arborizada por los estudiantes de la escuela Antonio Guzmán Blanco, y luego fue remodelada en el año 1987. Regularmente, se realizan eventos culturales y políticos.[13]
- Plaza de las Banderas fue construida en 1995, aproximadamente en el periodo gubernamental del Ing. César Lugo Mata.
- Plaza del Estudiante fue creada en 1995, está ubicada al lado del Liceo Ramón Pierluissi, Sector Las Parcelas.
- Balneario de Paso Nuevo, carretera nacional vía Temblador.[14]
- Iglesia Rosa de Sarón, iglesia cristiana.[15]

## Educación
Posee varios institutos educativos, entre los que se encuentran las siguientes:
- Grupo Escolar «Antonio Guzmán Blanco» (educación primaria).
- Escuela Técnica Fe y Alegría Temblador (Inicial, Primaria y Media Técnica).
- Unidad Educativa «Ramón Pierluissi» (educación básica y educación media diversificada).
- Unidad Educativa «Dora Romero Avíla» (educación primaria y educación básica).
- Unidad Educativa «Libertador Bolívar» (educación primaria).
- Unidad Educativa Colegio Privado «Jesús de Nazareth» (educación básica y educación media diversificada).
- Unidad Educativa Liceo Nacional Gigante De América Hugo Chávez Frías (Educación Básica Y Media) Inaugurado en 2017.[16]
- Instituto Universitario de Tecnología «Dr. Delfín Mendoza». Extensión Temblador (educación superior; presenta problemas internos que amenazan su cierre; desde septiembre de 2007).
- Universidad Nacional Abierta. Extensión Temblador (educación superior).
- Universidad Bolivariana de Venezuela. Aldea Temblador (educación superior).
- Misión Sucre (educación superior).
- Proyecto para la Creación de la Universidad del Sur.
- Casa de la Cultura «Noel Beltrán Pérez».[17]
- Gimnasio Cubierto Alberto Fuenmayor.[16]